# 長野県道148号牛鹿望月線
長野県道148号牛鹿望月線（ながのけんどう148ごう うしろくもちづきせん）は、長野県北佐久郡立科町と佐久市を結ぶ一般県道。

## 概要

### 路線データ
- 起点：北佐久郡立科町牛鹿（長野県道147号芦田大屋停車場線交点）
- 終点：佐久市望月（望月宿入口交差点、国道142号交点）

## 通過する自治体
- 北佐久郡立科町
- 佐久市

## 交差・接続する道路
- 長野県道147号芦田大屋停車場線 - 北佐久郡立科町牛鹿（起点）
- 長野県道40号諏訪白樺湖小諸線 - 北佐久郡立科町桐原・芦田間 ※一部重複
- 長野県道153号立科小諸線 - 北佐久郡立科町芦田
- 国道142号 - 北佐久郡立科町茂田井（茂田井交差点）
- 国道142号 - 佐久市望月（望月宿入口交差点）